# 新鄭市
新鄭市（しんてい-し）は、中華人民共和国河南省鄭州市に位置する県級市。
新石器時代に裴李崗文化が栄えた。周の東遷後の春秋戦国時代に鄭の都が置かれた。その後、戦国七雄のひとつ韓（三晋の一国）が鄭を滅ぼして、ここに都を置いた。

## 行政区画
- 街道:新建路街道、新華路街道、新煙街道
- 鎮:新村鎮、辛店鎮、観音寺鎮、梨河鎮、和荘鎮、薛店鎮、孟荘鎮、郭店鎮、竜湖鎮
- 郷:城関郷、大馬郷、崗李郷
- 新鄭港区